# Episodi di Wolff, un poliziotto a Berlino (sesta stagione)
Gli episodi della sesta serie di "Wolff, un poliziotto a Berlino" sono stati trasmessi per la prima volta in Germania tra il 2 marzo e l'8 giugno 1998. In Italia, sono stati trasmessi su Raidue tra il 3 e il 12 giugno 2002. Alcuni episodi inediti sono stati trasmessi nel corso del 2007 su Retequattro.
| nº    | Titolo originale    | Titolo italiano         | Prima TV Germania | Prima TV Italia        |
| ----- | ------------------- | ----------------------- | ----------------- | ---------------------- |
| 1-72  | Urlaub in den Tod   | La terza vittima 90min  | 2 marzo 1998      | 3 giugno 2002 - 19,10  |
| 2-73  | Zahltag             | La vendetta di Schöller | 9 marzo 1998      | 6 giugno 2002 - 19,10  |
| 3-74  | Eiskalt             | La febbre del lotto     | 23 marzo 1998     | 23 maggio 2007 - 15,10 |
| 4-75  | Wallmann kommt raus | Per amore di Kerstin    | 30 marzo 1998     | 29 agosto 2007 - 15,00 |
| 5-76  | Ende einer Therapie | Una scomoda testimone   | 6 aprile 1998     | 8 giugno 2002 - 19,10  |
| 6-77  | Lebendig begraben   | Il giornalista barbone  | 20 aprile 1998    | 31 maggio 2007 - 15,10 |
| 7-78  | Brubeck             | Brubeck è innocente     | 27 aprile 1998    | 24 maggio 2007 - 15,10 |
| 8-79  | Der kleine Tod      | Piccola morte           | 4 maggio 1998     | 7 giugno 2002 - 19,10  |
| 9-80  | Auto-Crash          | Incidente volontario    | 11 maggio 1998    | 12 giugno 2002 - 19,10 |
| 10-81 | Damendoppel         | Doppio femminile        | 18 maggio 1998    | 1 giugno 2007 - 15,10  |
| 11-82 | Im Namen des Vaters | Nel nome del padre      | 25 maggio 1998    | 5 giugno 2002 - 19,10  |
| 12-83 | Clever und tot      | Complotto di famiglia   | 8 giugno 1998     | 4 giugno 2002 - 19,10  |